# Saurauia scabra
Saurauia scabra är en tvåhjärtbladig växtart som först beskrevs av Humboldt, och fick sitt nu gällande namn av Dietr. Saurauia scabra ingår i släktet Saurauia och familjen Actinidiaceae. Inga underarter finns listade i Catalogue of Life.